# 1931 în crima organizată

## Evenimente
- Comisia este înființată în cadrul unei întâlniri organizate la hotelul Atlantic City de „Lucky” Luciano, Meyer Lansky și cele cinci familii.[1]
- Războiul Castellammarese - șeful mafiei Joe Masseria îi propune rivalului său, Salvatore Maranzano, să negocieze. Maranzano și facțiunea Castellammarese refuză să pună capăt războiului și cer eliminarea aliatului său Joe „The Baker” Catania. Deși Catania va fi ucis în același an, războiul va continua.
- Mafiotul Salvatore Sabella⁠(d) este arestat pentru agresiune și lovire cu un autovehicul; primește totuși o pedeapsă cu suspendare. În timpul cercetării, poliția din New Jersey descoperă că adresa sa se potrivește cu cea a lui Stefano Magaddino, liderul familiei Buffalo. La scurt timp după arestare, Sabella, în vârstă de 40 de ani, se retrage din poziția de lider al sindicatului criminalității din Philadelphia și cedează locul lui John Avena.
- Charles Entratta, partener al gangsterului din New York Jack "Legs" Diamond⁠(d), este împușcat într-un cartier din Brooklyn.
- 3 februarie - Joe Catania este ucis în fața casei sale din New York. Se speculează că Masseria ar fi ordonat asasinarea lui Catena după ce l-ar fi suspectat că a deturnat transporturile sale de băuturi alcoolice.[2]
- 15 aprilie - Joe Masseria este ucis de Joe Adonis, Vito Genovese, Albert Anastasia și Bugsy Siegel la ordinele lui Lucky Luciano. Această criă pune capăt lungului război Castellammarese din New York.[3]
- Mai - După moartea lui Masseria, Salvatore Maranzano se declară capo di tutti capi în timpul unei conferințe din Chicago, Illinois.[4] Deși scopul conferinței era restabilirea legăturilor cu organizația lui Capone, Chicago Outfit, Charles Luciano și alții plănuiesc să-l asasineze pe Maranzano.
- 10 septembrie - La ordinele lui Charles Luciano și Frank Costello,  Salvatore Maranzano este ucis în sediul său de pe Park Avenue din Manhattan de gangsteri deghizați în polițiști.[5] În aceeași zi, mai mulți locotenenți ai lui Maranzano, inclusiv James Marino, sunt uciși de bărbați necunoscuți. Cadavrele aliaților lui Maranzano, Samuel Monaco și Louis Russo vor fi recuperate ulterior din Golful Newark⁠(d); ambele cadavre ar prezenta semne de tortură.[6]
- 13 septembrie - Joseph Siragusa, liderul familiei din Pittsburgh, este împușcat mortal în propria casă.[7] Conducerea este preluată de John Bazzano .
- 17 septembrie - Meyer Shapiro⁠(d), care controlează operațiunile cu jocuri de noroc ilegale și prostituție în cartierul East Side din New York, este ucis de foștii asociați Abe "Kid Twist" Reles și Martin "Bugsy" Goldstein.[8] Aceștia îi preiau repede operațiunile. Fratele său mai mic, Irving, a fost ucis în fața apartamentului său din Bronx pe 11 iulie.[9] Un an mai târziu, Willie Shapiro⁠(d) va fi îngropat în viață de Reles și asociații săi.[10]
- 15 octombrie - Joe Ardizonne⁠(d), șeful familiei din Los Angeles, este dat dispărut; se presupune că este ucis.[11] Mafiotul Jack Dragna⁠(d) va prelua funcția lui Ardizzone ca lider al familiei.
- 17 octombrie - Al Capone este condamnat la 11 ani de închisoare pentru evaziune fiscală și amendat cu 80.000 de dolari.[12]
- 18 decembrie - Jack "Legs" Diamond,⁠(d) gangster newyorkez din perioada prohibiției, este împușcat mortal în Albany, New York de către o persoană neidentificată.[13]
- 22 decembrie - Frankie Wallace, șeful mafiei irlandeze, cade într-o ambuscadă și este ucis în cartierul North End⁠(d) din Boston.[14]